# Dig Out Your Soul
Dig Out Your Soul är Oasis sjunde studioalbum. Det utgavs den 6 oktober 2008 och är bandets första album som ges ut världen över på det egna bolaget Big Brother Recordings. Den första singeln, "The Shock of the Lightning", gavs ut 29 september 2008. Dig Out Your Soul, som kom att bli bandets sista skiva, har i oktober 2009 sålts i lite mer än två miljoner exemplar.

## Låtlista
Samtliga låtar skrivna av Noel Gallagher, om annat inte anges.
1. "Bag It Up" – 4:40
2. "The Turning" – 5:05
3. "Waiting for the Rapture" – 3:03
4. "The Shock of the Lightning" – 5:00
5. "I'm Outta Time" (Liam Gallagher) – 4:10
6. "(Get Off Your) High Horse Lady" – 4:07
7. "Falling Down" – 4:20
8. "To Be Where There's Life" (Gem Archer) – 4:36
9. "Ain't Got Nothin'" (Liam Gallagher) – 2:15
10. "The Nature of Reality" (Andy Bell) – 3:48
11. "Soldier On" (Liam Gallagher) – 4:51

## Musiker
- Liam Gallagher – sång
- Noel Gallagher – sång, elgitarr
- Gem Archer – elgitarr, elbas, keyboard
- Andy Bell – elbas, elgitarr, keyboard, tambura
- Zak Starkey – trummor